# Destroyah
Destroyah (デストロイア, Desutoroia)  est un kaiju qui apparaît en premier lieu en 1995 dans le film Godzilla vs Destroyah.
Destroyah est né à cause de l'oxygène destroyer qui tua le premier godzilla en 1954. À la suite de la radioactivité émise par l'arme chimique, des micro-organismes préhistoriques mutèrent pour former un kaiju de 120 mètres de haut... Destroyah

## Apparitions

### Films
- 1995 : Godzilla vs Destroyah, de Takao Okawara

### Télévision
- Godzilla Island (1997-1998)

### Jeux vidéo
- Godzilla (PS3 - 2014 PS4 - 2015)